# Невсіс

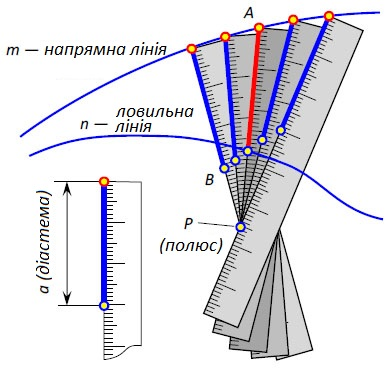
Рис.1 Побудова за допомогою невсіса

Невсіс (від дав.-гр. νεῦσις — нахил) — метод геометричної побудови, мета якого — вписати відрізок заданої довжини між двома кривими лініями так, щоб цей відрізок або його продовження проходив через задану точку.
Метод був відомим ще в стародавній Греції.

## Постановка задачі побудови
Є дві криві m і n, і точка P (рис. 1). Необхідно побудувати відрізок AB заданої довжини a, щоб точки A і B лежали на кривих m і n відповідно, а відрізок AB (або його продовження) проходив через точку P. Точка P називається полюсом невсіса, крива m — директрисою або напрямною, крива n — цільовою або ловильною лінією. Довжина a має назву діастема (грец. διάστημα — довжина).

## Розв'язування задачі побудови
Побудова здійснюється за допомогою лінійки, на якій позначають дві точки, відстань між якими дорівнює a. Лінійка має ковзати і повертатися навколо точки P, для чого в цю точку забивають шпильку або цвях, до якого лінійку притискають рукою. Початкове положення лінійки вибирають так, щоб точка А лежала на кривій m, точка B не доходила до кривої n, і лінійка була притиснута до шпильки в точці P.
Притискаючи лінійку до шпильки, починаємо рухати точку А по кривій m так, щоб точка B наближалася до кривої n.

## Застосування
Невсіс дозволяв розв'язувати деякі геометричні задачі, які не вдавалося розв'язати за допомогою циркуля і лінійки без поділок, наприклад, трисекцію довільного кута і побудову правильного семикутника. Відомі математики, зокрема Архімед (287—212 роки до н. е.), широко використовували невсіс, але потім його популярність зійшла нанівець.
Історик математики Томас Гіт вважає, що грецький математик Енопід Хіоський (близько 440 року до н. е.) був першим, хто в задачах на побудову став надавати перевагу циркулю і лінійці. Принцип незастосування невсіса всюди, де це можливо, приписують Гіппократу Хіоському (близько 430 року до н. е.), який походив з того ж грецького острова, що й Енопід, і який, наскільки відомо, написав перший систематичний підручник геометрії. Через 100 років після нього Евклід теж уникав застосовувати невсіс у своїй знаменитій книзі «Начала».
У IV столітті до н. е. під впливом філософії Платона побудовано ієрархію геометричних об'єктів від «абстрактного і піднесеного» до «конкретного і приземленого». Ці об'єкти поділялися на три класи:
1. Складаються лише з прямих ліній і кіл;
2. Містять на додачу до попереднього пункту конічні перетини (еліпси, параболи і гіперболи);
3. Містять на додачу до попереднього пункту фігури, для побудови яких потрібні спеціальні засоби, наприклад, невсіс.

Фігури останнього класу застосовувалися тільки в тому випадку, якщо ніякими іншими засобами розв'язати задачу не вдавалось. Невсіс перетворився на запасний варіант, який використовувався, коли не допомагали більш поважні методи. Грецький математик Папп Александрійський (близько 325 року н. е.) вважав серйозною помилкою використання невсіса там, де можна було застосувати інші інструменти.

### Трисекція кута

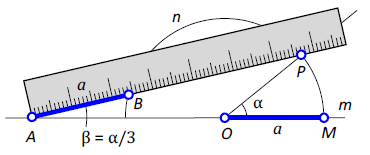
Рис. 2. Трисекція кута за допомогою невсіса

Рис. 4. Трисекція кута θ > 135° з використанням невсіса. Довжина лінійки дорівнює радіусу півкола

Припустимо, що є кут α = POM (рис. 2). Необхідно побудувати кут β, з величиною втричі меншою від даного: α = 3β.
Продовжимо сторону OM початкового кута і побудуємо на ній як на діаметрі коло довільного радіуса a з центром у точці O. Сторони кута перетинаються з колом у точках P і M. Візьмемо лінійку невсіса, відклавши на ній діастему a, і використовуючи пряму OM як напрямну, точку P як полюс, а півколо як цільову лінію, будуємо відрізок AB. Отримаємо кут BAM, що дорівнює одній третині початкового кута α.

#### Доведення

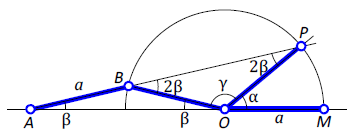
Рис. 3. Трисекція кута (доведення)

Розглянемо трикутник ABO (рис. 3). Оскільки AB = BO = a, то трикутник рівнобедрений, і кути при його основі рівні: ∟BAO = ∟BOA = β. Кут ∟ PBO як зовнішній кут трикутника ABO дорівнює 2β.
Трикутник BPO також рівнобедрений, кути при його основі рівні 2β, а кут при вершині γ = 180° - 4β. З іншого боку, γ = 180° - β — α. Отже, 180° - 4β = 180° — β — α і α = 3β.

### Побудова правильного 7-кутника

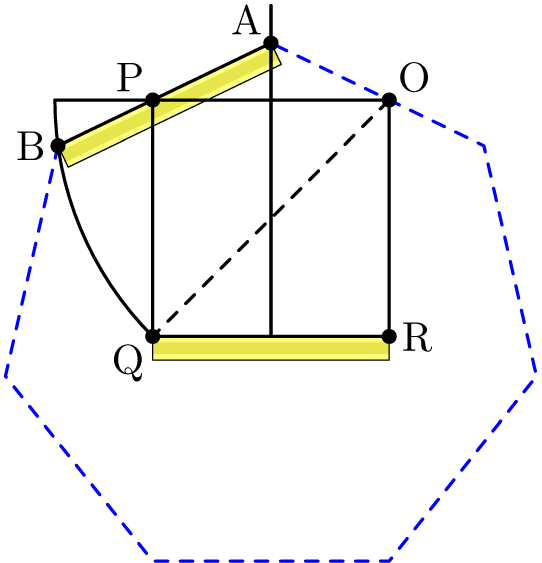
Рис. 5. Побудова правильного семикутника за допомогою невсіса

Побудуємо квадрат PQRO зі стороною a (рис. 5). Проведемо дугу кола з центром O і радіусом OQ. Візьмемо лінійку невсіса з діастемою a і, використовуючи вертикальну вісь симетрії квадрата як напрямну, точку P як полюс і дугу кола як цільову лінію, отримаємо відрізок AB, який буде стороною правильного семикутника, з вертикальною віссю симетрії, що збігається з віссю симетрії квадрата.

### Подвоєння куба

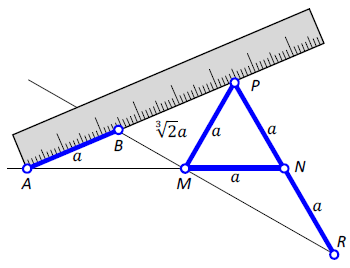
Рис. 6. Подвоєння куба за допомогою невсіса

Візьмемо рівносторонній трикутник MPN зі стороною a, продовжимо сторону PN і на відстані a від точки N побудуємо точку R (рис. 6). Продовжимо вліво відрізки NM і RM. Візьмемо лінійку невсіса з діастемою a і, використовуючи пряму NM в як напрямну, точку P як полюс і пряму RM як цільову лінію, отримаємо відрізок AB. Довжина відрізка BP відповідає стороні куба подвоєного об'єму, порівняно з кубом зі стороною a (тобто дорівнює кубічному кореню з 2 помноженому на a).